# Anomotoma holosericea
Anomotoma holosericea là một loài bọ cánh cứng trong họ Cerambycidae.